# Marietje Schaake
Maria Renske “Marietje” Schaake (Leida, 28 ottobre 1978) è una politica e giornalista olandese.
È stata membro del Parlamento europeo in rappresentanza dei Paesi Bassi tra il 2009 e il 2019. È membro del partito Democratici 66, che fa parte della coalizione Partito dell'Alleanza dei Liberali e dei Democratici per l'Europa.
Schaake è stata nominata International Policy Director presso il Cyber Policy Center di Stanford, nonché International Policy Fellow presso l'Institute for Human-Centered Intelligence.
Inoltre ricopre il ruolo di presidente presso il CyperPeace Institute (CPI).
Due volte al mese scrive una rubrica nella sezione economica del quotidiano olandese NRC Handelsblad.
Pubblica anche alcuni articoli sul Financial Times, The Guardian e Bloomberg.
Il Wall Street Journal la definì "il politico più cablato d'Europa", mentre la CNN la definiva una "stella olandese emergente".